# Liste der Autorenbeteiligungen und Produktionen von DJ Illvibe
Dies ist eine Übersicht über die Kompositionen und Produktionen des deutschen Musikers, Komponisten und Musikproduzenten DJ Illvibe und seiner Pseudonyme wie Ill Vibe. Zu berücksichtigen ist, dass Hitmedleys, Remixe, Liveaufnahmen oder Neuaufnahmen des gleichen Interpreten nicht aufgeführt werden.

## #
| Jahr | Titel                       | Interpret                    | Funktion                   |
| ---- | --------------------------- | ---------------------------- | -------------------------- |
| 2013 | 5 Minuten Gott              | Yasha                        | Co-Komponist, Co-Produzent |
| 2021 | 6:30(Good Night)            | Marteria                     | Co-Komponist, Co-Produzent |
| 2013 | 99 Probleme                 | Miss Platnum                 | Co-Komponist, Co-Produzent |
| 2014 | 1000 Jahre telefonieren     | Miss Platnum feat. Marsimoto | Co-Komponist, Co-Produzent |
| 2018 | 1982 (als ob’s gestern war) | Marteria & Casper            | Co-Komponist, Co-Produzent |
| 2018 | 2018 (Gratulation)          | Marteria & Casper            | Co-Komponist, Co-Produzent |

## A
| Jahr | Titel                | Interpret                                           | Funktion                   |
| ---- | -------------------- | --------------------------------------------------- | -------------------------- |
| 2018 | Absturz              | Marteria & Casper feat. Monchi                      | Co-Komponist, Co-Produzent |
| 2013 | Achterbahn           | Yasha                                               | Co-Komponist, Co-Produzent |
| 2018 | Adrenalin            | Marteria & Casper                                   | Co-Komponist, Co-Produzent |
| 2007 | Airport              | Boundzound                                          | Co-Komponist               |
| 2012 | Alice im Wlan Land   | Marsimoto                                           | Co-Komponist               |
| 2017 | Aliens               | Marteria feat. Teutilla                             | Co-Komponist, Co-Produzent |
| 2007 | All Times            | Boundzound                                          | Co-Komponist               |
| 2018 | Alle Jubilare wieder | Dendemann feat. Casper                              | Co-Komponist, Co-Produzent |
| 2019 | Alles außer Sunshine | Deichkind                                           | Co-Komponist               |
| 2008 | Alles neu            | Peter Fox                                           | Co-Komponist, Co-Produzent |
| 2012 | Alles neu            | Plan B (Songtitel: Ill Manors)                      | Co-Komponist               |
| 2013 | Alles neu            | Callejon                                            | Co-Komponist               |
| 2010 | Alles verboten       | Marteria feat. Casper                               | Co-Komponist, Co-Produzent |
| 2004 | Alma Ata             | Aki Takase, Alexander von Schlippenbach, DJ Illvibe | Co-Komponist               |
| 2001 | Alonzo’s Theme       | Lychee Lassi                                        | Co-Komponist               |
| 2014 | Alt & verstaubt      | Marteria                                            | Co-Komponist, Co-Produzent |
| 2010 | Amys Weinhaus        | Marteria                                            | Co-Komponist, Co-Produzent |
| 2012 | Angst                | Marteria                                            | Co-Komponist               |
| 2012 | Apartment 224        | Demian Kappenstein + DJ Illvibe                     | Co-Produzent               |
| 2016 | As If                | Puppetmastaz & DJ Illvibe                           | Co-Komponist               |
| 2018 | Aus dem Nebel        | Marsimoto                                           | Co-Komponist, Co-Produzent |
| 2014 | Auszeit              | Marteria feat. Marsimoto & Christopher Rumble       | Co-Komponist, Co-Produzent |
| 2012 | Auto Boy             | Marteria / Miss Platnum                             | Co-Komponist, Co-Produzent |

## B
| Jahr | Titel             | Interpret                                           | Funktion                   |
| ---- | ----------------- | --------------------------------------------------- | -------------------------- |
| 2009 | Babooshka 2009    | Miss Platnum                                        | Co-Produzent               |
| 2014 | Baby              | Capleton                                            | Co-Komponist, Co-Produzent |
| 2004 | Bandung           | Aki Takase, Alexander von Schlippenbach, DJ Illvibe | Co-Komponist               |
| 2004 | Barky             | Moabeat                                             | Co-Produzent               |
| 2014 | Bengalische Tiger | Marteria                                            | Co-Komponist, Co-Produzent |
| 2004 | Berlin            | Aki Takase, Alexander von Schlippenbach, DJ Illvibe | Co-Komponist               |
| 2004 | Berchtesgaden     | Aki Takase, Alexander von Schlippenbach, DJ Illvibe | Co-Komponist               |
| 2013 | Beweis            | Yasha feat. Miss Platnum                            | Co-Komponist, Co-Produzent |
| 2013 | Big Bang          | Marteria                                            | Co-Komponist               |
| 2004 | Bizniz            | Moabeat                                             | Co-Komponist, Co-Produzent |
| 2004 | Bizniz Interlude  | Moabeat                                             | Co-Produzent               |
| 2017 | Blue Marlin       | Marteria                                            | Co-Komponist, Co-Produzent |
| 2009 | Bollywood Movie   | Miss Platnum                                        | Co-Komponist, Co-Produzent |
| 2007 | Boundzound        | Boundzound                                          | Co-Komponist               |
| 2001 | Brötzelisation    | Lychee Lassi                                        | Co-Komponist               |
| 2012 | Bruce Wayne       | Marteria / Yasha                                    | Co-Komponist, Co-Produzent |
| 2004 | Buenos Aires      | Aki Takase, Alexander von Schlippenbach, DJ Illvibe | Co-Komponist               |

## C
| Jahr | Titel                    | Interpret                                           | Funktion                   |
| ---- | ------------------------ | --------------------------------------------------- | -------------------------- |
| 2017 | Cadillac                 | Marteria                                            | Co-Komponist, Co-Produzent |
| 2004 | Cairo                    | Aki Takase, Alexander von Schlippenbach, DJ Illvibe | Co-Komponist               |
| 2011 | Camouflage               | Cassandra Steen                                     | Co-Komponist, Co-Produzent |
| 2004 | Caracas                  | Aki Takase, Alexander von Schlippenbach, DJ Illvibe | Co-Komponist               |
| 2018 | Champion Sound           | Marteria & Casper                                   | Co-Komponist, Co-Produzent |
| 2018 | Chardonnay & Purple Haze | Marteria & Casper                                   | Co-Komponist, Co-Produzent |
| 2016 | Cheeba Garden            | Puppetmastaz, Hippocampe Fou & DJ Illvibe           | Co-Komponist               |
| 2012 | Crash Machine            | Demian Kappenstein + DJ Illvibe                     | Co-Produzent               |
| 2012 | Crime in the City        | Demian Kappenstein + DJ Illvibe                     | Co-Produzent               |
| 2009 | Cumpletely Happy         | Miss Platnum                                        | Co-Komponist, Co-Produzent |

## D
| Jahr | Titel                  | Interpret                                           | Funktion                   |
| ---- | ---------------------- | --------------------------------------------------- | -------------------------- |
| 2013 | Dämon                  | Yasha                                               | Co-Komponist, Co-Produzent |
| 2001 | Daily Routine          | Enuff, Malo, Das Department, $en, MC Nandy & Monk   | Produzent                  |
| 2007 | Dance On               | Boundzound                                          | Co-Komponist               |
| 2001 | Dancehall Caballeros   | Seeed                                               | Co-Komponist               |
| 2010 | Dann mach doch mal     | Die Fantastischen Vier                              | Co-Komponist, Co-Produzent |
| 2012 | Darth Fader            | Demian Kappenstein + DJ Illvibe                     | Co-Produzent               |
| 2017 | Das Geld muss weg      | Marteria                                            | Co-Komponist, Co-Produzent |
| 2008 | Das zweite Gesicht     | Peter Fox                                           | Co-Komponist, Co-Produzent |
| 2018 | Denk an dich           | Marteria & Casper feat. Kat Frankie                 | Co-Komponist, Co-Produzent |
| 2004 | Detroit                | Aki Takase, Alexander von Schlippenbach, DJ Illvibe | Co-Komponist               |
| 2008 | Der letzte Tag         | Peter Fox                                           | Co-Komponist, Co-Produzent |
| 2001 | Der Pfälzer (Superfly) | Lychee Lassi                                        | Co-Komponist               |
| 2001 | Dickes B               | Seeed                                               | Co-Komponist               |
| 2014 | Die Nacht ist mit mir  | Marteria feat. Campino                              | Co-Komponist, Co-Produzent |
| 2005 | Ding                   | Seeed                                               | Co-Komponist, Co-Produzent |
| 2006 | Ding                   | Seeed feat. Saïan Supa Crew (Songtitel: Thing)      | Co-Komponist               |
| 2021 | DMT                    | Marteria                                            | Co-Komponist, Co-Produzent |
| 2009 | Don’t Go to Strangers  | Miss Platnum                                        | Co-Komponist, Co-Produzent |
| 2009 | Drink Sister, Drink    | Miss Platnum feat. She-Raw                          | Co-Komponist, Co-Produzent |
| 2004 | Du machst guten Rap    | Moabeat                                             | Co-Produzent               |
| 2010 | Du willst streiten     | Marteria                                            | Co-Komponist, Co-Produzent |
| 2001 | Durch Wald und Wiesen  | Lychee Lassi                                        | Co-Komponist               |

## E
| Jahr | Titel            | Interpret                                           | Funktion                   |
| ---- | ---------------- | --------------------------------------------------- | -------------------------- |
| 2014 | Eintagsliebe     | Marteria feat. Julian Williams                      | Co-Komponist, Co-Produzent |
| 2004 | Eisenhüttenstadt | Aki Takase, Alexander von Schlippenbach, DJ Illvibe | Co-Komponist               |
| 2017 | El Presidente    | Marteria                                            | Co-Komponist, Co-Produzent |
| 2010 | Endboss          | Marteria                                            | Co-Komponist, Co-Produzent |
| 2004 | Ernst            | Moabeat                                             | Co-Produzent               |
| 2007 | Every Day        | Boundzound                                          | Co-Komponist               |

## F
| Jahr | Titel     | Interpret                       | Funktion                   |
| ---- | --------- | ------------------------------- | -------------------------- |
| 2009 | Fakebling | Miss Platnum                    | Co-Komponist, Co-Produzent |
| 2012 | Feuer     | Marteria / Yasha / Miss Platnum | Co-Komponist, Co-Produzent |
| 2008 | Fieber    | Peter Fox feat. K.I.Z           | Co-Komponist, Co-Produzent |
| 2014 | Frau Berg | Miss Platnum                    | Co-Komponist, Co-Produzent |

## G
| Jahr | Titel                                       | Interpret                           | Funktion                   |
| ---- | ------------------------------------------- | ----------------------------------- | -------------------------- |
| 2019 | G€LD                                        | Seeed                               | Co-Komponist, Co-Produzent |
| 2014 | Geschichte                                  | Ahzumjot                            | Co-Komponist, Co-Produzent |
| 2003 | Gimme the Light (2Step Moabit Relick Remix) | Sean Paul                           | Co-Produzent               |
| 2007 | Give Me the Food                            | Miss Platnum                        | Co-Komponist               |
| 2014 | Gläser an die Wand                          | Miss Platnum                        | Co-Komponist, Co-Produzent |
| 2014 | Glasklar–Herzglüht                          | Marteria feat. Yasha & Miss Platnum | Co-Komponist, Co-Produzent |
| 2014 | Gleich kommt Louis                          | Marteria                            | Co-Komponist, Co-Produzent |
| 2014 | Glück & Benzin                              | Miss Platnum feat. Yasha            | Co-Komponist, Co-Produzent |
| 2012 | God’s Command                               | Demian Kappenstein + DJ Illvibe     | Co-Produzent               |
| 2002 | Goldmine                                    | Seeed                               | Co-Komponist, Co-Produzent |
| 2013 | Graffiti Love                               | Adel Tawil feat. Humpe & Humpe      | Co-Komponist, Co-Produzent |
| 2013 | Guter Tag                                   | Yasha                               | Co-Komponist, Co-Produzent |

## H
| Jahr | Titel                        | Interpret                                           | Funktion                   |
| ---- | ---------------------------- | --------------------------------------------------- | -------------------------- |
| 2020 | Hale-Bopp                    | Seeed                                               | Co-Komponist               |
| 2004 | Hammerfest                   | Aki Takase, Alexander von Schlippenbach, DJ Illvibe | Co-Komponist               |
| 2014 | Happy End                    | Olli Banjo feat. Yasha und Marteria                 | Co-Komponist               |
| 2006 | Hart aber izzo (Illvibe Rmx) | Denyo Feat. Torch                                   | Co-Komponist               |
| 2008 | Haus am See                  | Peter Fox                                           | Co-Komponist, Co-Produzent |
| 2009 | Haus am See                  | Gunter Gabriel                                      | Co-Komponist               |
| 2010 | Haus am See                  | BBQ                                                 | Co-Komponist               |
| 2010 | Haus am See                  | Willy Sommers (Songtitel: M’n huis aan zee)         | Co-Komponist               |
| 2012 | Haus am See                  | Global Kryner                                       | Co-Komponist               |
| 2013 | Haus am See                  | Heino                                               | Co-Komponist               |
| 2014 | Hüftgold                     | Miss Platnum feat. Nico K.I.Z                       | Co-Komponist, Co-Produzent |

## I
| Jahr | Titel                 | Interpret                                           | Funktion                   |
| ---- | --------------------- | --------------------------------------------------- | -------------------------- |
| 2004 | I Cry                 | Moabeat                                             | Co-Produzent               |
| 2012 | I Know You Won’t Tell | Demian Kappenstein + DJ Illvibe                     | Co-Produzent               |
| 2008 | Ich Steine, du Steine | Peter Fox                                           | Co-Komponist, Co-Produzent |
| 2004 | Ich weiß              | Moabeat                                             | Co-Produzent               |
| 2012 | Iminale               | Real Geizt & Splidttercrist                         | Co-Produzent               |
| 2021 | Interstellar          | Marteria feat. Yasha                                | Co-Komponist, Co-Produzent |
| 2001 | Intro                 | Lychee Lassi                                        | Komponist                  |
| 2004 | Intro                 | Moabeat                                             | Co-Produzent               |
| 2009 | If You Were Mine      | Miss Platnum                                        | Co-Komponist, Co-Produzent |
| 2015 | Illegalize It         | Marsimoto                                           | Co-Komponist               |
| 2009 | I’m Broke             | Miss Platnum                                        | Co-Komponist, Co-Produzent |
| 2004 | I’m in Love           | Delly Ranks                                         | Co-Komponist, Co-Produzent |
| 2004 | Istanbul              | Aki Takase, Alexander von Schlippenbach, DJ Illvibe | Co-Komponist               |

## J
| Jahr | Titel          | Interpret | Funktion                   |
| ---- | -------------- | --------- | -------------------------- |
| 2014 | John tra volta | Marteria  | Co-Komponist, Co-Produzent |

## K
| Jahr | Titel                       | Interpret                                           | Funktion                   |
| ---- | --------------------------- | --------------------------------------------------- | -------------------------- |
| 2007 | Kaputt                      | Beatsteaks                                          | Co-Komponist               |
| 2010 | Kate Moskau                 | Marteria                                            | Co-Komponist, Co-Produzent |
| 2014 | Kids (2 Finger an den Kopf) | Marteria                                            | Co-Komponist, Co-Produzent |
| 2005 | King Rodriguez              | Seeed                                               | Co-Produzent               |
| 2012 | Klaviere                    | Real Geizt & Splidttercrist                         | Co-Produzent               |
| 2014 | Kleiner Schmerz             | Miss Platnum                                        | Co-Komponist, Co-Produzent |
| 2004 | Köln                        | Aki Takase, Alexander von Schlippenbach, DJ Illvibe | Co-Komponist               |
| 2004 | Komm                        | Moabeat feat. Megaloh                               | Co-Produzent               |
| 2008 | Kopf verloren               | Peter Fox                                           | Co-Komponist, Co-Produzent |
| 2012 | Kreuzberg am Meer           | Marteria / Yasha / Miss Platnum                     | Co-Komponist, Co-Produzent |

## L
| Jahr | Titel                   | Interpret                                           | Funktion                   |
| ---- | ----------------------- | --------------------------------------------------- | -------------------------- |
| 2001 | Largo                   | Lychee Lassi                                        | Co-Komponist               |
| 2019 | Lass sie gehn           | Seeed                                               | Co-Komponist, Co-Produzent |
| 2014 | Letzter Tanz            | Miss Platnum                                        | Co-Komponist, Co-Produzent |
| 2005 | Light the Sun           | Seeed                                               | Co-Komponist, Co-Produzent |
| 2012 | Lila Wolken             | Marteria / Yasha / Miss Platnum                     | Co-Komponist, Co-Produzent |
| 2014 | Lila Wolken             | Peter Kraus                                         | Co-Komponist               |
| 2016 | Lila Wolken             | Arktis                                              | Co-Komponist               |
| 2005 | Lock Down               | Seeed feat. Tanya Stephens                          | Co-Komponist               |
| 2021 | Loft & Liebe            | Marteria, DJ Koze feat. Miss Platnum & Hacki        | Co-Komponist, Co-Produzent |
| 2008 | Lok auf 2 Beinen        | Peter Fox                                           | Co-Komponist, Co-Produzent |
| 2004 | London                  | Aki Takase, Alexander von Schlippenbach, DJ Illvibe | Co-Komponist               |
| 2007 | Louder                  | Boundzound                                          | Co-Komponist               |
| 2010 | Louis                   | Marteria                                            | Co-Komponist, Co-Produzent |
| 2007 | Love Clock              | Boundzound                                          | Co-Komponist               |
| 2012 | Lovelee                 | Seeed                                               | Co-Komponist               |
| 2004 | Low Ränzo               | Moabeat                                             | Co-Produzent               |
| 2007 | Lowendhigh              | Boundzound                                          | Co-Komponist               |
| 2021 | Love, Peace & Happiness | Marteria feat. Inéz & Yasha                         | Co-Komponist, Co-Produzent |

## M
| Jahr | Titel               | Interpret                           | Funktion                   |
| ---- | ------------------- | ----------------------------------- | -------------------------- |
| 2004 | Macker              | Moabeat feat. Grace Risch & Platnum | Co-Komponist, Co-Produzent |
| 2012 | Madras Pavillion    | Demian Kappenstein + DJ Illvibe     | Co-Produzent               |
| 2007 | Marathon Mann       | Boundzound                          | Co-Komponist               |
| 2021 | Marilyn             | Marteria, Siriusmo                  | Co-Komponist, Co-Produzent |
| 2010 | Marteria Girl       | Marteria                            | Co-Komponist, Co-Produzent |
| 2012 | Math Core Interlude | Demian Kappenstein + DJ Illvibe     | Co-Produzent               |
| 2014 | Mein Kleid          | Miss Platnum                        | Co-Komponist, Co-Produzent |
| 2014 | Mein Rostock        | Marteria                            | Co-Komponist, Co-Produzent |
| 2007 | Mercedez Benz       | Miss Platnum                        | Co-Komponist               |
| 2002 | Music Monks         | Seeed                               | Co-Komponist               |

## N
| Jahr | Titel                         | Interpret                       | Funktion                   |
| ---- | ----------------------------- | ------------------------------- | -------------------------- |
| 2012 | Narbenfleisch                 | Real Geizt & Splidttercrist     | Co-Produzent               |
| 2021 | Neonwest                      | Marteria, DJ Koze               | Co-Komponist, Co-Produzent |
| 2012 | Nerdloop                      | Demian Kappenstein + DJ Illvibe | Co-Produzent               |
| 2005 | Next … !!                     | Seeed                           | Co-Komponist, Produzent    |
| 2021 | Niemand bringt Marten um      | Marteria                        | Co-Komponist, Co-Produzent |
| 2007 | Nikki war nie weg             | Die Fantastischen Vier          | Co-Komponist, Co-Produzent |
| 1991 | Nun leb Wohl, du kleine Gasse | Die Westfälische Liedertafel    | Co-Komponist               |
| 2014 | Nur die Liebe                 | Miss Platnum                    | Co-Komponist, Co-Produzent |

## O
| Jahr | Titel               | Interpret                                           | Funktion                   |
| ---- | ------------------- | --------------------------------------------------- | -------------------------- |
| 2012 | Ocean Drive         | Demian Kappenstein + DJ Illvibe                     | Co-Produzent               |
| 2005 | Ocean’s 11          | Seeed                                               | Co-Komponist, Co-Produzent |
| 2004 | Oklahoma            | Aki Takase, Alexander von Schlippenbach, DJ Illvibe | Co-Komponist               |
| 2004 | Oldschool Interlude | Moabeat                                             | Co-Produzent               |
| 2018 | Omega               | Marteria & Casper                                   | Co-Komponist, Co-Produzent |
| 2014 | OMG!                | Marteria                                            | Co-Komponist, Co-Produzent |
| 2016 | OMG!                | Annett Louisan                                      | Co-Komponist               |
| 2004 | Osaka               | Aki Takase, Alexander von Schlippenbach, DJ Illvibe | Co-Komponist               |
| 2004 | Outro               | Moabeat                                             | Co-Produzent               |

## P
| Jahr | Titel                  | Interpret                                           | Funktion                   |
| ---- | ---------------------- | --------------------------------------------------- | -------------------------- |
| 2021 | Paradise Delay         | Marteria, DJ Koze                                   | Co-Komponist, Co-Produzent |
| 2004 | Paris                  | Aki Takase, Alexander von Schlippenbach, DJ Illvibe | Co-Komponist               |
| 2004 | Peking                 | Aki Takase, Alexander von Schlippenbach, DJ Illvibe | Co-Komponist               |
| 2013 | Penthouse              | Yasha                                               | Co-Komponist, Co-Produzent |
| 2013 | Penthouse              | Yasha feat. Wunderkynd                              | Co-Komponist, Co-Produzent |
| 2014 | Perfekte Illusion      | Miss Platnum                                        | Co-Komponist, Co-Produzent |
| 2004 | Pheromone              | Moabeat                                             | Co-Produzent               |
| 2014 | Pionier                | Marteria                                            | Co-Komponist, Co-Produzent |
| 2005 | Please, Please         | Seeed feat. Lady Saw                                | Co-Komponist, Co-Produzent |
| 2004 | Pur auf Eis            | Moabeat feat. Jazalou & Lockefella                  | Co-Produzent               |
| 2001 | Pushing the Boundaries | Lychee Lassi                                        | Co-Komponist               |

## R
| Jahr | Titel         | Interpret                 | Funktion                   |
| ---- | ------------- | ------------------------- | -------------------------- |
| 2013 | Raketen       | Yasha                     | Co-Komponist, Co-Produzent |
| 2001 | Ranzo Ranzo   | Lychee Lassi              | Co-Komponist               |
| 2004 | Rap auf Beats | Moabeat                   | Co-Produzent               |
| 2002 | Release       | Seeed                     | Co-Komponist, Co-Produzent |
| 2016 | Rock          | Puppetmastaz & DJ Illvibe | Co-Komponist               |
| 2017 | Roswell       | Marteria                  | Co-Komponist, Co-Produzent |
| 2005 | Rudeboy       | Seeed feat. D-Flame       | Co-Komponist, Co-Produzent |
| 2001 | Rumblin‘      | Lychee Lassi              | Co-Komponist               |

## S
| Jahr | Titel                                  | Interpret                                           | Funktion                   |
| ---- | -------------------------------------- | --------------------------------------------------- | -------------------------- |
| 2004 | Sankt Petersburg                       | Aki Takase, Alexander von Schlippenbach, DJ Illvibe | Co-Komponist               |
| 2004 | Schlußstrich                           | Moabeat                                             | Co-Produzent               |
| 2008 | Schüttel deinen Speck                  | Peter Fox                                           | Co-Komponist, Co-Produzent |
| 2008 | Schwarz zu blau                        | Peter Fox                                           | Co-Komponist, Co-Produzent |
| 2012 | Schwarzes Glück                        | Real Geizt & Splidttercrist                         | Co-Produzent               |
| 2005 | Schwinger                              | Seeed                                               | Co-Komponist, Co-Produzent |
| 2006 | Schwinger                              | Seeed (Songtitel: Good to Know)                     | Co-Komponist               |
| 2017 | Scotty beam mich hoch                  | Marteria                                            | Co-Komponist, Co-Produzent |
| 2010 | Seit dem Tag als Michael Jackson starb | Marteria                                            | Co-Komponist, Co-Produzent |
| 2010 | Sekundenschlaf                         | Marteria feat. Peter Fox                            | Co-Komponist, Co-Produzent |
| 2001 | Shades of Mosley                       | Lychee Lassi                                        | Co-Komponist               |
| 2009 | She Moved In!                          | Miss Platnum                                        | Co-Komponist, Co-Produzent |
| 2012 | Shelter Island                         | Demian Kappenstein + DJ Illvibe                     | Co-Produzent               |
| 2019 | Sie ist geladen                        | Seeed feat. Nura                                    | Co-Komponist, Co-Produzent |
| 2013 | Silvester                              | Yasha                                               | Co-Komponist, Co-Produzent |
| 2009 | So Beautiful                           | Miss Platnum                                        | Co-Komponist, Co-Produzent |
| 2007 | So Long                                | Boundzound                                          | Co-Komponist               |
| 2014 | Spiegelschrift                         | Miss Platnum                                        | Co-Komponist, Co-Produzent |
| 2008 | Stadtaffe                              | Peter Fox                                           | Co-Komponist, Co-Produzent |
| 2007 | Stay Alive                             | Boundzound                                          | Co-Komponist               |
| 2012 | Steinern                               | Real Geizt & Splidttercrist                         | Co-Produzent               |
| 2013 | Strand                                 | Yasha                                               | Co-Komponist, Co-Produzent |
| 2021 | Strandkind                             | Marteria                                            | Co-Komponist, Co-Produzent |
| 2018 | Supernova                              | Marteria & Casper                                   | Co-Komponist, Co-Produzent |
| 2003 | Swingback Audiotreats Redesing         | Rookiee feat. Danny Bruder                          | Produzent                  |

## T
| Jahr | Titel            | Interpret                           | Funktion                   |
| ---- | ---------------- | ----------------------------------- | -------------------------- |
| 2017 | Tauchstation     | Marteria                            | Co-Komponist, Co-Produzent |
| 2016 | Teach Me         | Dellé                               | Co-Komponist               |
| 2013 | Telefon          | Yasha                               | Co-Komponist, Co-Produzent |
| 2012 | The Crumble      | Demian Kappenstein + DJ Illvibe     | Co-Produzent               |
| 2012 | The Final Combat | Demian Kappenstein + DJ Illvibe     | Co-Produzent               |
| 2012 | The Horse of War | Demian Kappenstein + DJ Illvibe     | Co-Produzent               |
| 2009 | The Long Goodbye | Miss Platnum                        | Co-Komponist, Co-Produzent |
| 2001 | The Struggle     | Lychee Lassi                        | Co-Komponist               |
| 2012 | The Swamp        | Demian Kappenstein + DJ Illvibe     | Co-Produzent               |
| 2019 | Ticket           | Seeed                               | Co-Produzent               |
| 2004 | Topmodel         | Moabeat feat. Grace Risch & Platnum | Co-Produzent               |
| 2021 | Traffic          | Marteria                            | Co-Komponist, Co-Produzent |
| 2012 | Trumble          | Demian Kappenstein + DJ Illvibe     | Co-Produzent               |

## U
| Jahr | Titel     | Interpret                                           | Funktion     |
| ---- | --------- | --------------------------------------------------- | ------------ |
| 2004 | Ulanbator | Aki Takase, Alexander von Schlippenbach, DJ Illvibe | Co-Komponist |
| 2004 | Utrecht   | Aki Takase, Alexander von Schlippenbach, DJ Illvibe | Co-Komponist |

## V
| Jahr | Titel                       | Interpret                   | Funktion                   |
| ---- | --------------------------- | --------------------------- | -------------------------- |
| 2010 | Veronal (Eine Tablette nur) | Marteria feat. Miss Platnum | Co-Komponist, Co-Produzent |
| 2010 | Verstrahlt                  | Marteria feat. Yasha        | Co-Komponist, Co-Produzent |

## W
| Jahr | Titel                            | Interpret                   | Funktion                   |
| ---- | -------------------------------- | --------------------------- | -------------------------- |
| 2012 | W in d                           | Real Geizt & Splidttercrist | Co-Produzent               |
| 2007 | Wellnessclub                     | Boundzound                  | Co-Komponist               |
| 2014 | Welt der Wunder                  | Marteria                    | Co-Komponist, Co-Produzent |
| 2013 | Weltraumtourist                  | Yasha                       | Co-Komponist, Co-Produzent |
| 2019 | Wer sagt denn das?               | Deichkind                   | Co-Komponist               |
| 2003 | What You Deserve Is What You Get | Seeed                       | Co-Komponist               |
| 2009 | Where Did You Go Boy             | Miss Platnum                | Co-Komponist, Co-Produzent |
| 2009 | Why Did You Do It                | Miss Platnum                | Co-Komponist, Co-Produzent |
| 2010 | Wie mach ich dir das klar        | Marteria feat. Jan Delay    | Co-Komponist, Co-Produzent |
| 2018 | Willkommen in der Vorstadt       | Marteria & Casper           | Co-Komponist, Co-Produzent |
| 2013 | Wunderland                       | Yasha feat. Marteria        | Co-Komponist, Co-Produzent |

## Z
| Jahr | Titel              | Interpret                     | Funktion                   |
| ---- | ------------------ | ----------------------------- | -------------------------- |
| 2008 | Zucker             | Peter Fox feat. Vanessa Mason | Co-Komponist, Co-Produzent |
| 2021 | Zug der Erkenntnis | Marteria, DJ Koze             | Co-Komponist, Co-Produzent |